# Barbados-Waschbär
Der Barbados-Waschbär (Procyon lotor gloveralleni) ist eine höchstwahrscheinlich ausgestorbene Unterart des Nordamerikanischen Waschbären (Procyon lotor), die endemisch auf der Insel Barbados war. Nach Ansicht von Experten entwickelte sich vor über 1000 Jahren aus nordamerikanischen Waschbären, die von Arawak-Indianern als Haustiere nach Barbados gebracht wurden, eine eigenständige Unterart, die sich von der Nominatform vor allem durch die geringere Größe, das dunklere Fell und die größeren Zähne unterschieden hat. Das einzig vorhandene Exemplar wird heute im Barbados-Museum aufbewahrt. Der letzte gesicherte Nachweis stammt aus dem Jahre 1964, als ein überfahrener Waschbär auf einer Straße nahe Bathsheba im Saint Joseph Parish gefunden wurde. Gründe für sein Verschwinden sind möglicherweise die landwirtschaftliche Veränderung des Lebensraumes sowie die Nachstellung durch Farmer. Heute lebt die Nominatform des Waschbären auf Barbados.